# Наступление сирийской оппозиции (2024)
Наступление сирийской оппозиции 2024 года — эпизод гражданской войны в Сирии, в ходе которого оппозиционные Башару Асаду силы — Командование военных операций во главе с «Хайят Тахрир аш-Шам» (ХТШ) и поддерживаемая Турцией Сирийская национальная армия (СНА) — начали продвижение на юг страны. Наступление, которое ХТШ назвала «Сдерживание агрессии», началось 27 ноября 2024 года в ответ на участившиеся обстрелы правительственными силами (САА) западной части провинции Алеппо. Наступление стало первой крупной операцией сил оппозиции после перемирия в Идлибе в марте 2020 года. 29 ноября 2024 года южные сирийские оппозиционные группировки начали наступление на юге Сирии на провинцию Даръа и провинцию Эс-Сувейда вдоль границы страны с Иорданией.
1 декабря оппозиционная СНА, действующая на севере Сирии, объявила о начале операции «Заря Свободы» и осуществила наступление на позиции местных курдских сил (YPG), удерживавших город Телль-Рифъат. 6 декабря в боевые действия против войск Асада включилась проамериканская Армия свободной Сирии и начала наступление на оставленные правительственными войсками позиции.
В ночь на 8 декабря Дамаск пал, что ознаменовало конец правления Башара Асада в стране. Вооружённые силы САР объявили о капитуляции.

## Предыстория
После того как Башар Асад жестоко подавил протесты против своего режима в 2011 году, в Сирии вспыхнула гражданская война между правительственными силами и различными оппозиционными группировками. Силы Асада убили более полумиллиона жителей и около 13 миллионов стали беженцами. Со временем к конфликту подключились третьи страны — Иран, Россия, США и Турция.
В результате операции «Весенний щит» в конце февраля 2020 года Турция спасла сирийскую оппозицию от разгрома. После соглашения о прекращении огня в Идлибе начиная с 5 марта 2020 года прекратились широкомасштабные операции между оппозицией и проправительственными силами. К этому времени северо-восток страны контролировали Сирийские демократические силы — курдская милиция, при поддержке США; северо-запад — силы оппозиции, поддерживаемые Турцией; остальную территорию — режим Асада при поддержке России и Ирана. Шаткое равновесие опиралось на договорённости между Россией и Турцией.

## Ход событий
27 ноября 2024 года оппозиционная правительству Асада группировка «Хайят Тахрир аш-Шам» (ХТШ) объявила о начале наступления на позиции про-правительственных сил в западной части провинции Алеппо. Оппозиция заявила, что наступление стало ответом на артиллерийские обстрелы со стороны правительства. К наступлению также присоединилась поддерживаемая Турцией и оппозиционная правительству Асада Сирийская национальная армия (СНА).
Выбор момента для атаки не был случайным. В 2016 году Асаду оказали значительную помощь Россия и Иран: Россия предоставила авиацию, а Иран — войска Хезболлы из Ливана и ряд других группировок. В этот раз силы Ирана сильно ослаблены войной с Израилем: Хезболла потеряла большую часть своего руководства и более 4000 бойцов. Россия вывела из Сирии тысячи солдат после вторжения на Украину. Кроме того, российское руководство было раздражено отказом Асада идти на переговоры с президентом Турции Эрдоганом.
В течение первых 10 часов наступления повстанцы взяли под контроль 20 городов и деревень, в том числе посёлки: Урм аль-Кубра, Анджара, Урм аль-Сугра, Шейх Акиль, Бала, Аджил, Авиджил, аль-Хавта, Таль ад-Дабаа, Хайр Даркал, Кубтан аль-Джабаль, ас-Салум, аль-Касимия, Кафр Бисин, Хавр, Азназ и Басратун. Кроме того, база 46-го полка правительственных войск была осаждена повстанцами и захвачена через несколько часов. По сообщениям нескольких источников, российские военнослужащие попали в засаду повстанцев. Потери неизвестны. Сирийские войска при поддержке ВКС РФ пытались остановить дальнейшее наступление подразделений повстанцев к Алеппо. Российские истребители нанесли авиаудары по Атарибу, Дарат-Иззе и близлежащим деревням, в то время как правительственные войска обстреляли контролируемые повстанцами Идлиб, Ариху, Сармаду и другие районы на юге провинции.
28 ноября силы ХТШ начали наступление на восточную часть Идлиба, заняв деревни Дадих, Кафр-Батих и Шейх-Али, а также район в городе Серакиб. Благодаря этому повстанцы оказались в 2 километрах от шоссе М5, стратегического маршрута, который был защищён про-правительственными силами в 2020 году. ХТШ также атаковал аэропорт Аль-Найраб, расположенный к востоку от Алеппо, где присутствуют про-иранские группировки. Во второй половине дня ХТШ заняли деревни Кафр-Басин, Арназ, Эль-Барфум, Эль-Эйс, Бирну и Аль-Зарба в западной части Алеппо и перекрыли шоссе М5. К концу дня сирийские повстанцы получили контроль над, в общей сложности, около 40 городов и деревень. Также несколько групп повстанцев, переодетые в форму САА, пытались проникнуть в тыл про-правительственных войск на западе Алеппо и на трассе М5, однако диверсия провалилась.
29 ноября подконтрольные Асаду вооружённые силы попытались контратаковать позиции повстанцев. С полуночи до утра 29-го числа САА отвоевала Кфар-Даиль, Хан-эль-Асаль, Бабис и Бшантару, Аз-Зарба, Кафр-Баттих, Дадих и Джубас. Последние три поселения были стратегически важны, так как они расположены к югу от Саракиба. Позже СAA заняла больше районов, включая город Башатин и город Аль-Баркум к югу от Аз-Зарбы. Утром ВКС РФ нанесли удар по штабу сирийской оппозиции в районе Маре на севере Сирии, а ВВС Сирии ударили по пунктам управления и артпозициям повстанцев на западе провинции Алеппо. Во второй половине дня почти все завоевания в ходе контрнаступления САА были отбиты силами ХТШ, которые установили контроль над более чем 70 поселений, площадью — более 550 км². К вечеру того же дня повстанцы вошли в крупнейший город Сирии — Алеппо. К утру 30 ноября повстанцы достигли центра Алеппо, контролировали половину города. На фоне краха правительственных сил на северо-западе Сирии, курдские отряды Сирийских демократических сил (СДС) вошли в города Дайр-Хафир, Телль-Аран, Телль-Хасель и район Шейх-Наджар города Алеппо. Во второй половине дня, после отступления правительственных сил, отряды СДС заняли аэропорт Алеппо и города Нубуль и Аз-Захра. Появились сообщения о столкновениях курдских СДС с повстанцами в районе Телль-Абьяд на севере мухафазы Ракка. Повстанцы быстро развили наступление в сторону города Хама, правительственные силы продолжили отступать.
30 ноября Сирийская национальная армия (СНА), с подконтрольной Турции северной части Сирии, начала операцию «Рассвет свободы» с целью отрезать сети снабжения силы СДС и создать коридор, соединяющий Эль-Баб с Телль-Рифъатом. В ходе продвижения СНА заняли город Тадеф, тем временем проправительственные силы начали отступать из региона.
Ранним утром 1 декабря стало известно, что правительственные войска прекратили отступление и заняли оборону на севере города Хама, перебрасывая подкрепления в направление горы Джебель-Зайн-аль-Абидин и города Тайбат-эль-Имам, Камхану и Хитаб. ВКС РФ продолжали наносить удары по занятым повстанцами городам в провинциях Идлиб и Хама. К полудню повстанцы заняли авиабазу Кувейрис и города Ас-Сафира, Ханасир, а также в районе Шейх-Наджар в Алеппо был установлен контроль над тепловой электростанцией, колледжем полевой артиллерии и военной академией. В то время происходили столкновения между СНА и курдскими СДС. На авиабазе Кувейрис в руки оппозиционных сил попала российская военная техника.
Вечером 1 декабря силы СНА установили контроль над Телль-Рифъатом, выбив оттуда силы СДС. Оставшиеся под контролем СДС города в регионе были окружены и отрезаны от связи оппозиционными силами.
2 декабря СДС начали операцию по выводу мирных граждан из кварталов Бустан-эль-Баша и Шейх-Максуд на севере Алеппо. ВКС РФ нанесли удары по контролируемым оппозицией районам. Силы сирийской оппозиции нанесли удар беспилотником по скоплению военных лидеров правительственных войск у горы Зайн аль-Абидин, к северу от Хамы, удар привёл к многочисленным жертвам и ранениям военных. К полудню столкновения между оппозицией и проправительственными силами усилились в провинции Хама, особенно в районе городов Карназ и Суран. В восточной части провинции Хама оппозиционные силы продвинулись вперёд и заняли город Каср-Абу-Самра. К вечеру оппозиция взяла под контроль деревни Аль-Джубайн, Тель-Малах, Джаламах, Аль-Джубайн, Брейдей, Карназ и Аль-Каркат в окрестностях Хамы, в самом городе продолжались ожесточённые бои с правительственными войсками. Самолёты сирийских ВВС при поддержке российских ВКС нанесли удары по позициям оппозиционных группировок на окраинах населённого пункта Эс-Сафира к юго-востоку от Алеппо.
3 декабря СДС начали наступление на правительственные силы в районе городов Хашам и Аль-Салихия в восточной сирийской провинции Дейр-эз-Зор и заняли деревню Аль-Хусайния. Авиация американской коалиции оказала поддержку СДС, нанеся удары по проиранским ополченцам в районе. В провинции Хама силы сирийской оппозиции продолжили наступление. Россия приступила к выводу кораблей с военно-морской базы в сирийском Тартусе на фоне наступления сил сирийской оппозиции. В восточной части Алеппо в городе Ханасир произошли ожесточённые столкновения между повстанцами и проправительственными силами. К вечеру усилились бои правительственных войск и повстанцев, которые взяли около 10 городов и деревень под свой контроль в провинции Хама.

4 декабря правительственные войска начали контратаку на северной окраине Хамы и отбили деревни Кафра и Маар-Шухур. В западной части Хамы оппозиционные группировки начали наступление на равнине Габ. К вечеру силы оппозиции перекрыли дороги, соединяющие Хаму с Раккой и Алеппо, и взяли под контроль деревни Шейх-Хилаль, Аль-Саан и Сарудж на востоке Хамы.
5 декабря антиправительственные силы вошли в Хаму, после чего подразделения сирийской армии покинули город. Сразу же после занятия города, войска оппозиции устремились на юг в направлении крупнейшего и стратегически важного города Хомс. Правительственные войска продолжают отступать на юг, оставив города Саламия и Талбисех. Силы оппозиции достигли их к вечеру и, договорившись с городскими старейшинами и религиозным исмаилитским советом, вошли в Саламию без боя. ВКС РФ, в попытках замедлить наступление сил оппозиции, взорвали главный мост, который соединяет Хаму и Хомс.
6 декабря 2024 года войска оппозиции взяли под контроль Аль-Растан и Талбису и подошли к окраинам Хомса. В южной части провинции Хама повстанцы захватили города Таксис и Джумаклию, правительственные силы отступили из городов Аль-Заафарания, Аль-Мадждал, Дейр-Фул, Асила, Фархания, Аль-Вазия Аль-Гасибия, Аль-Макрамия и Изз ад-Дин. Также правительственные войска отступали из Дейр-эз-Зор в направлении Дамаска.
7 декабря 2024 года силы оппозиции вошли в регион Риф-Дамаск с юга и приблизились к столице Сирии на расстояние 20 км. К вечеру правительственные силы покинули города на окраинах Дамаска, в том числе Джараману, Катану, Муадамият-эль-Шам, Дарайю, Аль-Кисву, Аль-Думайр и районы вблизи авиабазы Меззе. Официальные лица Египта и Иордании на фоне успехов сирийской оппозиции и возможного падения Дамаска, предложили президенту Сирии Башару Асаду покинуть страну и сформировать правительство в изгнании. По сообщениям канцелярии президента, Башар Асад остался в Дамаске. В пригороде Хомса были зафиксированы бои между войсками оппозиции и оставшимися в городе правительственными силами.
Вечером 7 декабря в столице Катара — Дохе представители России, Ирана и Турции провели встречу, где договорились призвать сирийское правительство и силы оппозиции к переговорам.
7 декабря правительственные войска покинули район Кунейтра, который граничит с Голанскими высотами. Израильская армия помогла миротворцам отразить атаку «вооруженных лиц» на пост ООН в районе Хадера в Сирии.
8 декабря на фоне свержения режима Асада в стране власти Израиля начали военную интервенцию на юге Сирии.
На северо-востоке Сирии курдские формирования объявили о повышении уровня до максимальной боеготовности. Тем же днем стало известно, что Башар Асад со своей семьёй находится в Москве, где они получили политическое убежище. Ранее в МИД РФ заявили, что Асад решил «покинуть свой пост» и поручил «мирно передать власть». После падения Дамаска, последними городами под контролем правительства САР оставались Латакия и Тартус, в которых в тот же день вспыхнули антиправительственные протесты. Позже ХТШ начала наступление на оба города и захватила их без боя.

## Иностранная помощь

### Оппозиция
По данным «Kyiv Post» в социальных сетях появилась неподтвержденная информация о тренировках антиправительственных сил украинской военной разведкой в рамках противодействия Украины силам РФ за рубежом в ходе российского вторжения в Украину. Ранее источник «Kyiv Post» в военной разведке Украины приписал атаку на российскую военную базу на юго-восточной окраине Алеппо 15 сентября, во время которой были уничтожены российские ударные беспилотники и «закамуфлированные самодельные взрывные устройства», группе «Химик» ГУР Украины. В то же время Украина официально отвергла любые обвинения в «причастности к обострению ситуации в Сирии».

## Потери
Сирийский центр мониторинга за соблюдением прав человека сообщил, что было убито 302 членов «Хайят Тахрир аш-Шам», а также 59 повстанцев из союзных им группировок. Потери правительственных сил составили 242 человека.
Иранские государственные СМИ сообщили, что бригадный генерал Корпуса стражей исламской революции (КСИР) Киюмарс Пурхашеми, служивший старшим военным советником в Сирии, был убит повстанцами в Алеппо.

## Результат

### Военная интервенция Израиля
8 декабря после падения режима Асада и Сирийской Арабской Республики, премьер-министр Израиля Беньямин Нетаньяху руководствуясь национальной безопасностью, отдал приказ армии Израиля о начале наступления на территорию Сирии для занятия приграничных к Израилю районов.

### Начало сопротивления
В декабре 2024 года после падения САР сформировалось и начало свои действия Сирийское народное сопротивление.

## Реакции

### Сирия
Правительственная сирийская армия описала наступление как «огромную и крупномасштабную террористическую атаку», в ходе которой «большое количество террористов, использующих среднее и тяжёлое оружие», атаковало деревни, города и военные объекты.
Махер Хафез аль-Асад, младший брат Башара Асада и главнокомандующий Республиканской гвардией и 4-й механизированной дивизией САА, заявил в соцсетях что «армия не допустит падения Алеппо».
После захвата Дамаска, в МИД Ирана рассказали, что Башар Асад «был удивлен» неспособностью своей армии противостоять антиправительственным группировкам.

#### Сирийская оппозиция
Хасан Абдельгани, представитель сирийской повстанческой коалиции, заявил, что целями операции являются силы Асада и иранские ополченцы, которых он обвинил в том, что они приносят «разрушения, смерть и убийства в регион», а также «эксплуатируют арабское и мусульманское население» для реализации своих «подрывных планов» под «видом сопротивления».

### Хезболла
После захвата Хамы генеральный секретарь Наим Касем пообещал, что «Хезболла» будет на стороне Сирии в борьбе с этой агрессией, которую, по его словам, спонсируют Соединённые Штаты и Израиль.

### Иран
Представитель МИД Эсмаил Багаи заявил, что смертоносное наступление было «частью плана дьявольского режима [Израиля] и США», и призвал к «решительным и скоординированным действиям по предотвращению распространения терроризма в регионе».
Министр иностранных дел Аббас Аракчи обвинил США и Израиль в «реактивизации» повстанцев и «подчеркнул продолжающуюся поддержку» Ирана сирийскому правительству и армии.

### Россия
Наблюдатели отмечают, что реакция российских властей прозвучала довольно беззаботно. Пресс-секретарь президента Дмитрий Песков заявил, что нападение на сирийские войска является нарушением суверенитета Сирии, и Россия всецело поддерживает правительство Сирии. Российская боевая авиация продолжала наносить удары по отрядам оппозиции ещё 7 декабря, накануне взятия Дамаска. 8 декабря министерство иностранных дел России обратилось к сторонам конфликта с призывом отказаться от применения насилия и решать все вопросы управления политическим путём.

### Турция
Министерство обороны Турции внимательно отслеживают ситуацию в Сирии, где антиправительственные силы начали масштабные атаки в направлении провинции Алеппо.
МИД призвало прекратить авиаудары по Идлибу и потребовало «избежать большей нестабильности и не причинять вреда мирным жителям».

### КНР
Представитель МИД Линь Цзянь заявил, что «Китай глубоко обеспокоен ситуацией на северо-западе Сирии и поддерживает усилия правительства по поддержанию национальной безопасности». Представитель добавил, что Китай, как дружественная Сирии страна, готов приложить больше усилий для дальнейшей стабилизации ситуации в стране.

### Украина
Украина выступила с заявлением, в котором обвинила Россию и Иран, а также действия правительства Асада в отказе от внутреннего диалога в дестабилизации Сирии. Украина также отвергла обвинения России в поддержке повстанцев.

### США
Избранный, но еще не вступивший в должность, президент Дональд Трамп заявил, что США не должны вмешиваться, отметив, что «это не наша борьба».
Представитель Совета национальной безопасности США Шон Саветт опубликовал заявление, в котором говорится, что «Соединенные Штаты не имеют никакого отношения к этому наступлению, которое возглавляет „Хайат Тахрир аш-Шам“, признанная террористической организацией».

### Саудовская Аравия
8 декабря Министерство Иностранных Дел Саудовской Аравии, в соцсети X заявило, что «выступает на стороне братского сирийского народа и его выбора в этот особый период в истории Сирии».

### Европейский союз
Кая Каллас, Заместитель председателя Европейской комиссии, поздравила повстанцев со свержением режима Асада, отметив этот «исторический момент», и пообещала продолжать поддерживать стремления сирийского народа.

## Анализ
Успеху сирийских повстанцев поспособствовало, в том числе, поражение «Хезболлы» — союзника сирийского правительства — в результате войны с Израилем, как следствие этого, так как Хезболла в значительной степени контролировалась Ираном — снижение влияния Ирана, и отвлеченностью России на ведение войны против Украины. Именно они помогали Асаду оставаться у власти на протяжении всей гражданской войны в стране.
По словам Ника Хераса, аналитика Института стратегии и политики New Lines, оппозиционные силы пытались опередить наступление правительственных сил при поддержке РФ на контролируемые повстанцами территории.
По мнению наблюдателей, несмотря на поддержку оппозиции, Турция не стремилась к занятию Дамаска. Вместо этого Эрдоган желал бы заключить соглашение с Асадом для того, чтобы вернуть в Сирию миллионы беженцев и создать буферную зону на границе для защиты от возможных действий Сирийских демократических сил — военного формирования курдов. Падение Алеппо значительно ослабило позиции Асада: Турция получила возможность создать гораздо большую буферную зону, чем она расчитывала. По мнению наблюдателей, Эрдоган надеялся, что сможет диктовать условия Асаду, поскольку последний заинтересован в сохранении остатков подконтрольной ему территории.
Институт изучения войны еще до взятия столицы, высказал мнение, что падение правительства Асада нанесёт ущерб глобальному восприятию России как эффективного партнёра и защитника, что в сочетании с потерей баз в Сирии, которые являются основными логистическими центрами для поставок из России в Ливию и, в конечном счёте, в страны Африки к югу от Сахары, подорвёт цели России по расширению своего влияния в Африке. База в Тартусе является единственной официальной военно-морской базой России за рубежом и связывает Черноморский флот России со Средиземным морем, а также играет ключевую роль в планах по расширению в Средиземном и Красном морях, которые будут угрожать южному флангу НАТО. По мнению ISW, Африканскому корпусу, который легче всего перебросить в Сирию, не хватало численности, чтобы что-то изменить, а его ограниченные силы уже растянуты по всей Африке или переброшены в Курскую область для отражения вторжения Украины в Россию.

### Тактика сил оппозиции
По мнению издания The Economist, силы оппозиции намного лучше подготовлены, чем 10 лет назад; они широко используют дроны для разведки и боя, атакам основных сил предшествуют рейды спецназа.

### Состояние Сирийских арабских ВС
После 13 лет изнурительной гражданской войны, опустошившей Сирию, в Сирийских арабских ВС происходил постепенный процесс деградации. Одновременно с общим сильнейшим экономическим кризисом в подконтрольной Асаду Сирии, падало и материальное положение солдат и офицеров. Также семьи, которые потеряли родственников, защищавших правительство, ожидали какой-то награды за эту жертву. Однако в реальности их жизнь становилась только хуже. Со временем эти факторы подорвали армию Асада изнутри. Сочетание коррупции, дезертирства, провальных внутренних реформ и зависимости от иностранных сил (России и Ирана) привело к нехватке личного состава, из-за чего армия Асада ослабла. Грегори Уотерс, исследователь Сирии, рассказал, что чтобы не допустить гибели старших офицеров, Россия посоветовала сирийцам держать их подальше от линии фронта, оставив более младших офицеров командовать солдатами на поле боя. Эта практика распространилась, и когда повстанцы начали наступление в 2024 году, «высшего руководство, казалось, нигде не было». Отступающие сирийские войска бросали танки, артиллерию и снаряжение в пригодном для использования состоянии.